# 村井実
村井 実（むらい みのる、1922年3月6日 - 2024年10月18日）は、日本の教育学者。慶應義塾大学名誉教授。

## 来歴
佐賀県東松浦郡北波多村芳谷炭鉱（現：唐津市）の商店で7人兄妹の長男として生まれる。旧制唐津中学、広島高等師範学校英語科を経て、1944年広島文理科大学教育学科卒業。長崎青年師範学校助教授、同時に東部四六部隊の見習士官で終戦。1961年「教育的思惟の性格 ソクラテス研究」で広島大学より文学博士の学位を取得。
1948年慶應義塾大学文学部講師、1949年助教授、1961年教授、1962-66年慶應義塾女子高等学校校長、1987年定年、名誉教授、大東文化大学教授。ハーバード大学、テュービンゲン大学、ケルン大学、プリンストン高等研究所などの欧米の大学・研究所で教育哲学・思想史の研究を行った。1991年日本学術会議会員（15期）、教育哲学会会長、日本通信教育学会会長を歴任。『村井実著作集』（全8巻、小学館）がある。広島大学第29回（2020年）ペスタロッチー教育賞受賞。2022年3月に100歳を迎えた。
長田新の弟子。妻は、長田新の娘でフェリス女学院大学名誉教授（音楽学）の村井範子。息子に情報工学者で慶應義塾大学名誉教授の村井純など。

## 著書
- 『敎育學』慶應通信教育圖書 1950 慶應義塾大學通信教育教材
- 『かにの本 子どものしつけ』牧書店 1955
- 『西洋教育史 第1　ソクラテス』牧書店 1956
- 『ありの本 教育の力学』牧書店 1958
- 『かにの本 悪い子どもにするには』牧書店 1959
- 『りすの本 教育学者が見たアメリカ教育』牧書店 1961
- 『ソクラテス 歴史を創った教師』牧書店 1963
- 『人間の権利』講談社現代新書 1964
- 『日本人の学校観』東洋館出版社 教育の時代叢書 1965
- 『教師ソクラテスの研究』牧書店 1966
- 『ソクラテス』世界思想家全書　牧書店 1966　のち講談社学術文庫
- 『道徳は教えられるか』国土社 国土新書 1967
- 『現代日本の教育』日本放送出版協会 NHK市民大学叢書 1969
- 『ソクラテスの思想と教育』玉川大学出版部 1972
- 『ありの本 若い教師への訴え』あすなろ書房 1974
- 『原典による教育学の歩み 原典による学術史』講談社 1974
- 『教育の再興』講談社 1975
- 『教育学入門』講談社学術文庫　1976
- 『新・教育学のすすめ』小学館 100万人の創造選書 1978
- 『「善さ」の構造』講談社学術文庫　1978
- 『教育を私たちの手に』あすなろ書房 1979
- 『道徳教育の論理』東洋館出版社 1981
- 『教育する学校』玉川大学出版部 1982
- 『子どもの再発見 続/新・教育学のすすめ』小学館創造選書 1982
- 『もうひとつの教育 世界にさぐる旅』小学館 1984
- 『教育思想 教育の歴史をつくった人びと』放送大学教育振興会 1985
- 『ペスタロッチーとその時代』玉川大学出版部 教育の発見双書 1986
- 『教育改革の思想 国家主義から人間主義へ』国土社の教育選書 1987
- 『村井実著作集』全8巻　小学館、1987－88
  - 第1巻（教育学入門）
  - 第2巻（教育の再興）1987
  - 第3巻（ソクラテスの思想と教育・「善さ」の構造）
  - 第4巻（道徳は教えられるか.道徳教育の論理）1987
  - 第5巻（新・教育学のすすめ.子どもの再発見）1988
  - 第6巻（かにの本・ありの本）1987
  - 第7巻（りすの本・もうひとつの教育） 1988
  - 第8巻（人間の権利・日本人の学校観）　1988
- 『病める日本への直言』ぴいぷる社 1988

### 共編著
- 『小学校社会科学習指導細案』稲垣友美共編 牧書店 1955‐58
- 『ティーチング・マシン』沼野一男/稲垣友美共著 牧書店 1961
- 『夫も教師妻も教師 共に愛し共に学ぶ日々』丸岡秀子共編 明治図書出版 1962
- 『教育学全集 第1　教育学の理論』海後宗臣/吉田昇共著 小学館 1967
- 『教育学全集 第2 教育の思想』森昭/吉田昇共著 小学館 1967
- 『教育学全集 第11 人格の形成』依田新ほか共著 小学館 1968
- 『教育学全集 9 芸術と情操』山本健吉/周郷博共編 小学館 1968
- 『教育学全集 13 学校と教師』重松鷹泰/上田薫共編 小学館 1968
- 『これからの教育』第1‐5 森昭, 吉田昇共編 日本放送出版協会 1970
- 『道徳と教育 4 道徳指導の実際』井沢純共編著 東洋館出版社 1972
- 『道徳と教育 3 学校と道徳教育』西村文男共編著 東洋館出版社 1972
- 『道徳と教育 2 道徳と教育』稲垣友美共編著 東洋館出版社 1972
- 『道徳と教育 1 現代道徳の論理』小泉仰共著 東洋館出版社 1972
- 『人間のための教育 4 女性』室俊司/樋口恵子共編 日本放送出版協会 1973
- 『教育思想』吉田昇共編著 学文社 教育演習双書 1974
- 『対談・人間観と教育観』堀内守共著 東洋館出版社 1979
- 『聞き書村井実回顧録 正続』森田尚人/諏訪内敬司編 協同出版 2015

### 翻訳
- シュプランガー『文化と教育 教育論文集』長井和雄共訳 玉川大学出版部 世界教育宝典 1957
- シュプランガー『現代の文化問題』長井和雄共訳 牧書店 1959
- ホワイト『宗教・政治・大学論』牧書店 1960
- バラス・スキナー『教授工学』沼野一男共監訳 慶応義塾大学学習科学研究センター訳 東洋館出版社 1969
- ザルツマン『かにの本 子どもを悪くする手びき』訳著 あすなろ書房 1971
- 『アメリカ教育使節団報告書』全訳解説 講談社学術文庫 1979
- ジェリー・カマラータ, F.S.レイトン『パパの育児志願 父親の責任ってなんだろう』共訳 講談社 1979
- イズラエル・シェフラー『教育のことば その哲学的分析』監訳 東洋館出版社 1981
- モートン・ホワイト『アメリカの科学と情念 アメリカ哲学思想史』共訳 学文社 1982

## 参考
- 『人事興信録』1995年
- 森田尚人・諏訪内敬司編『聞き書 村井実回顧録 正続』（協同出版、2015年）